# حمله پانیک
حملهٔ عصبی (به انگلیسی: Panic attack) (به فرانسوی: crise de panique)، عبارت است از حملهٔ حاد شدید اضطراب همراه با احساس مرگ قریب‌الوقوع اغلب با احساس سکتهٔ قلبی که فراوانی بروز آن‌ها از چند حمله در یک روز تا یک مورد در سال، متفاوت است. اگر میزان حملات حداقل ۲ بار در هفته باشد، فرد به اختلال عصبی دچار شده است. اختلال وحشت‌زدگی، نوعی وضعیت روانی از گروه اختلالات اضطرابی است که با هجوم ناگهانیِ وحشت به بیمار و ترس شخص از وقوع مجدد آن‌ها مشخص می‌شود. این حملات که معمولاً بیش از چند دقیقه طول نمی‌کشند، با علایمی چون تپش قلب، عرق‌کردن، احساس تنگی نفس و فشردگی در سینه، احساس از دست دادن تعادل یا گیجی همراه است. این علایم آنقدر گسترده هستند که افراد فکر می‌کنند دچار سکتهٔ قلبی شده‌اند و می‌ترسند که بمیرند. با وجودی که خود بیمار فکر می‌کند که مرگ یا آسیب جسمی قریب‌الوقوع است، اما حملهٔ عصبی باعث عوارض جسمانی (همانند مرگ یا سکتهٔ قلبی) نمی‌شود؛ بنابراین حملهٔ عصبی، اگر هم روی دهد، مدت محدودی دارد.
حملهٔ عصبی قاعدتاً می‌تواند از بستر بیماری‌های دیگری نیز برای افراد اتفاق بیفتد که اکثر آن اختلالات نیز روحی-روانی هستند. به‌عنوان مثال از شایع‌ترین بیماری‌هایی که با حملات هراس نیز همراه است، گذرهراسی یا خودبیمارانگاری و نیز وسواس فکری-عملی و اختلال دوقطبی هستند. هرچند خطر خودکشی برای بیماران مبتلا به حملهٔ عصبی وجود دارد و هر چقدر ادامه یابد این خطر بسیار بیشتر می‌گردد. درمان عصبی عمدتاً مبتنی بر دارودرمانی و به نسبت روان‌درمانی است. این اختلال از جمله بیماری‌های روانی است که نیاز مهم به دارودرمانی دارد.
در حدود دهه ۱۹۲۰ (میلادی) داروسازان و شیمیدانان هم‌زمان با گسترش فناوری‌های پزشکی و برچسب غلط زدن به عقاید خرافاتی و اشتباه در مورد بیماری‌های روانی (به‌عنوان مثال رفتن شیاطین به کالبد انسان‌ها)، که اختلال عصبی از جمله مهم ترین‌های آنها بود، به اولین کشفیات جهت درمان این بیماری رسیدند. آنها با تبیین و تفسیر و ایجاد الگوواره‌های بیماری‌های روانی جهت تشخیص صحیح و سهولت در روند درمان، همچنین اولین داروهای روان‌پزشکی را وارد بازار کردند. در ابتدا باربیتورات‌ها، ضد افسردگی‌های سه‌حلقه‌ای و مهارکننده‌های مونوآمین اکسیداز و نیز برخی روش‌های درمانی گیاهی و ورزشی-تحریکی روانه دنیای اعصاب شدند. داروهای مذکور به دلیل عوارض جانبی خفیف تا نسبتاً زیاد در اکثریت افراد به نوعی مقایسه درمان سرطان به روش شیمی درمانی محسوب شده بودند. تا سال ۱۹۹۸ (میلادی) گرچه هنوز در موارد مقاوم به درمان معمول اختلال عصبی داروهایی نظیر ایمی پرامین به‌عنوان یک ضد افسردگی سه حلقه ای کم خطرتر نسبت به دیگر داروهای دسته خود همراه با یک باربیتورات ساده تجویز می‌شد اما پس از همان دهه و با آغاز قرن بیست و یکم دیگر تجویز این دسته داروها بسیار کمتر گشت. امروزه به صورت روتین و بسیار پرتجویز به جای سه حلقه ای‌ها از مهارکننده‌های بازجذب سروتونین و به جای باربیتوراتها از بنزودیازپین‌ها که به مراتب کم خطرتر هستند استفاده می‌شود.
نتایج پیمایش ملی سلامت روان در سال ۱۳۹۰ نشان می‌دهد که شیوع اختلال عصبی با یا بدون آگورافوبیا در ایران حدود ۹/۱ درصد است که در زنان بیشتر از مردان است.
معمولاً این اتفاق برای اکثر افراد چند مرتبه در طول زندگیشان رخ می‌دهد، ولی دلیلی بر اینکه آن افراد مبتلا به این بیماری هستند نیست. در صورتی که تعداد این مراتب زیاد شد زمانی است که فرد باید برای تست ابتلا به این اختلال نزد روان‌شناس برود.
همچنین حملهٔ عصبی به صورت بسیار اتفاقی و طوری رخ می‌دهند که عامل تحریک‌کنندهٔ اصلی مشخص نیست. افراد مبتلا به این نوع اضطراب اغلب جوان هستند.
حملهٔ عصبی ممکن است با اختلالات دیگر و به خصوص بازارهراسی همراه باشد. مبتلایان به اختلال حملهٔ عصبی اغلب حمله‌های وحشت‌زدگی با زمینهٔ موقعیتی نیز دارند. (یعنی، این حمله‌ها بیشتر احتمال دارد که با قرار گرفتن در معرض یک عامل راه انداز موقعیتی ظاهر شوند؛ اما همیشه با آن همراه نیستند). حمله‌های وحشت‌زدگی وابسته به موقعیت (یعنی، آنهایی که تقریباً همیشه و بلافاصله با قرار گرفتن در معرض یک عامل راه انداز موقعیتی ظاهر می‌شوند) می‌توانند روی دهند اما شیوع کمتری دارند. حملات عصبی می‌تواند به دلیل چندین اختلال از جمله اختلال هراس، اختلال اضطراب اجتماعی، اختلال استرس پس از سانحه، اختلال مصرف مواد، افسردگی و مشکلات پزشکی رخ دهد. آنها می‌توانند تحریک شوند یا به‌طور غیرمنتظره رخ دهند. سیگار، کافئین و استرس روانی خطر ابتلا به حملهٔ عصبی را افزایش می‌دهد. قبل از تشخیص، شرایطی که علائم مشابهی ایجاد می‌کنند باید رد شوند، مانند پرکاری تیروئید، پرکاری پاراتیروئید، بیماری قلبی، بیماری ریوی، مصرف دارو و دیسائوتونومی.
درمان حملهٔ عصبی مبتنی بر دارودرمانی و درمان شناختی-رفتاری است؛ که اکثراً هم با موفقیت همراه است. همچنین پرهیز از برخی مواد غذایی و عوامل روانی دیگری که موجب تحریک و افزایش اضطراب بیمار می‌شود نیز به کاهش حملات کمک می‌کند.
مصرف قهوه در تشدید و تکرار حمله تأثیر بسزایی دارد و همچنین مدت زمان حمله را نیز شدیدتر می‌کند.

## سیر و پیش‌آگاهی
اختلال عصبی معمولاً در اواخر نوجوانی یا اوایل بزرگسالی شروع می‌شود؛ ولی مواردی از آن در کودکی، اوایل نوجوانی و میانسالی نیز شروع شده است. برخی از داده‌ها تلویحاً بر این نکته دلالت می‌کنند که در شروع اختلال عصبی، استرس‌های روانی اجتماعی افزایش یافته‌اند، اما استرس مُعیَّنی را در اکثر موارد نمی‌توان شناسایی کرد. اختلال عصبی در کل اختلالی مزمن است، اما سیرش در هر بیمار و نیز در یک بیمارِ واحد، در زمان‌های مختلف به گونه‌های متفاوت است. پیگیری‌های دراز مدتی را که در حال حاضر در مورد اختلال عصبی صورت گرفته به سختی می‌توان تفسیر کرد. چون از نظر اثرات درمان کنترل نشده‌اند. با این حال به نظر می‌رسد حدود سی تا چهل درصد از بیماران در پیگیری دراز مدت بی‌علامت می‌شوند. حدود پنجاه درصدشان علایم مختصری دارند که تأثیر چشمگیری بر زندگیشان نمی‌گذارد؛ و حدود ده تا بیست درصد از بیماران همچنان علایم قابل توجهی خواهند داشت. بیمار ممکن است پس از یکی دو حملهٔ عصبی نسبت به وضعیتش تا حدودی بی‌اعتنا شود، اما اگر حملاتش تکرار شود، نگرانی عمده‌ای پیدا خواهد کرد. ممکن است سعی کند حملات عصبی خود را پنهان نگه دارد و در نتیجه به خاطر تغییرات غیرقابل توجیهی که در رفتارش پیدا می‌شود، باعث نگرانی دوستان و خانواده‌اش گردد. دوره و شدت حملات عصبی ممکن است نوسان داشته باشد. گاه روزی چند بار و گاه کمتر از ماهی یک‌بار ممکن است پیدا شود. مصرف زیاد کافئین یا نیکوتین می‌تواند علایم حملهٔ عصبی را تشدید کند.
بنابر تخمین‌هایی که در مطالعات مختلف صورت گرفته، افسردگی ممکن است در چهل تا هشتاد درصد از کل موارد بر نمای علامتی بیمار افزوده شود. این گونه بیماران تمایل ندارند در مورد فکر خودکشی خود صحبت کنند، اما خطر خودکشی در آن‌ها زیاد است. وابستگی به الکل و مواد دیگر حدود بیست تا چهل درصد از کل این بیماران را گرفتار می‌سازد و اختلال وسواسی- جبری نیز ممکن است عارض شود. عملکرد تحصیلی و شغلی بیمار و نیز تعامل‌های خانوادگیش به میزان زیادی مختل می‌شود. بیمارانی که کارکرد پیش‌مرضی خوبی داشته‌اند و مدت علایمشان کوتاه بوده، اغلب پیش‌آگهی خوبی دارند.

## همه‌گیرشناسی
فراوانی و شدت حمله‌های عصبی بسیار متغیر است. برای نمونه، برخی افراد حمله‌های مکرر متوسطی دارند (برای مثال، یک بار در هفته) که به‌طور منظم ماه‌ها روی می‌دهند. سایرین بروز کوتاه مدت حمله‌های بیشتری را گزارش می‌کنند (برای مثال، هرروز به مدت یک هفته) که با فواصل چند هفته یا چند ماه بدون رخداد حمله‌ها یا رخداد کمتر آنها (برای مثال، دوبار در هر ماه) به مدت چند سال از هم جدا می‌شوند.
زن‌ها دو تا سه برابر بیشتر از مردها ممکن است مبتلا شوند که البته تشخیص کمتر از واقع اختلال عصبی در مردان نیز ممکن است در این عدم تساوی نقشی داشته باشد. نژادهای انسانی، همانند سفیدپوست یا سیاه‌پوست بودن نیز تفاوت چندانی در ابتلا به این اختلال ندارد. تنها عامل اجتماعی که در پیدایش حملهٔ عصبی دخیل دانسته شد، جدایی اندکی پیش از شروع اختلال است. حملهٔ عصبی بیش از همه در جوانان روی می‌دهد؛ به طوری که میانگین سنی ظاهر شدن علایم آن حدود ۲۵ سالگی است. البته حملهٔ عصبی ممکن است در هر سنی رخ دهد. گزارشاتی از حملهٔ عصبی در کودکان و همچنین میان‌سالان وجود دارد. البته برخی معتقدند که کم بودن این گزارش‌ها به دلیل عدم تشخیص درست حملهٔ عصبی در این افراد است.
حمله‌های با نشانه محدود، یعنی حمله‌هایی که با حمله وحشت زدگی «کامل» همانند هستند به استثناء اینکه در آنها ترس یا اضطراب ناگهانی با کمتر از ۴ نشانه از ۱۳ نشانه اضافی همراه است. در مبتلایان به اختلال وحشت زدگی بسیار متداول است.
تفاوت قائل‌شدن بین حمله‌های وحشت‌زدگی و حمله‌های با نشانه محدود تا اندازه‌ای اختیاری است، اما حمله‌های وحشت‌زدگی کامل با بیمارگونی بیشتر همراه هستند. اکثر افرادی که حمله‌های با نشانه محدود دارند، در طی سیر این اختلال در زمانی دچار حمله‌های وحشت زدگی کامل شده‌اند.
افراد مبتلا نگرانی‌ها یا علایم خاصی دربارهٔ تلویحات یا پیامدهای ناشی از حمله‌های وحشت‌زدگی نشان می‌دهند. عده ای از این واهمه دارند که این حمله‌ها دال بر وجود یک بیماری نامعلوم و تهدیدکننده (مانند بیماری قلبی، اختلال حمله‌ای در صرع) باشد.
حملهٔ عصبی معمولاً زمان کوتاهی داشته و بعد از مدت کمی پایان می‌پذیرد ولی فرد برای رسیدن به حالت نرمال باید مدت بیشتری را به استراحت بپردازد تا به حالت اول برگردد.

## بیماری‌های همراه
براساس مطالعات، ۹۱ درصد از بیماران دچار حملهٔ عصبی، دست کم به یک اختلال روانی دیگر نیز دچارند. تقریباً یک‌سوم افراد مبتلا به هر دوی این اختلالات، پیش از شروع حملهٔ عصبی به اختلال افسردگی اساسی دچار بوده‌اند. حدود دوسوم آن‌ها نیز در حین یا پس از شروع افسردگی اساسی، ابتدا حملهٔ عصبی را تجربه کرده‌اند.
اختلالات اضطرابی دیگر نیز در مبتلایان به حملهٔ عصبی وجود دارد. ۱۵ تا ۳۰ درصد افراد مبتلا به حملهٔ عصبی، به برزن‌هراسی دچار هستند. ۲ تا ۲۰ درصد از آن‌ها هراس‌های ویژه (اختصاصی) دارند. ۱۵ تا ۳۰ درصد نیز اختلال اضطراب منتشر (فراگیر) دارند. ۲ تا ۲۰ درصد این بیماران نیز به اختلال استرس پس از سانحه مبتلا هستند. ۳۰ درصد آن‌ها نیز از اختلال وسواس فکری-عملی (وسواسی-جبری) رنج می‌برند. سایر بیماری‌های شایع همراه نیز عبارتند از: خودبیمارانگاری، اختلالات شخصیت و اختلالات مرتبط با مواد.

## سبب‌شناسی
علت‌یابی و عوامل بروز حملات عصبی بر چند دسته هستند. این عوامل شامل: عوامل زیستی، عوامل وراثتی و عوامل روانی-اجتماعی است.

### عوامل زیستی
از پژوهش دربارهٔ اساس زیستی حملهٔ عصبی (اختلال وحشت‌زدگی)، یافته‌های متفاوتی حاصل شده است. یک تفسیر در این مورد این است که علایم حملهٔ عصبی می‌تواند با انواع و اقسام نابهنجاری‌های زیستی در ساختار و کارکرد مغز مرتبط باشد. مطالعاتی که با تصویربرداری (همانند ام‌آرآی) از ساختار مغز بیماران مبتلا به حملهٔ عصبی انجام شده است، به‌طور ضمنی دلالت بر آن دارد که آسیبی در لوب گیجگاهی راست بیماران مبتلا به اختلال عصبی گزارش شده است که به‌ویژه به صورت آتروفی قشری بوده است.
همچنین درگذشته برخی از پژوهشگران ارتباطی میان افتادگی دریچه میترال قلب و حملهٔ عصبی قائل بودند که در پژوهش‌های اخیر معلوم شد که این ارتباط تقریباً هیچ اهمیت یا نقش بالینی ندارد.

### عوامل وراثتی
در مطالعات مختلف معلوم شده که خطر حملهٔ عصبی در بستگان درجه یک بیماران دچار این اختلال، چهار تا هشت برابر بیشتر از سایر بیماری‌های روان‌پزشکی است. از مطالعاتی که تاکنون بر دوقلوها انجام شده، در مجموع چنین برمی‌آید که دوقلوهای تک‌تخمکی (همسان) نسبت به دوقلوهای دوتخمکی (غیر همسان)، از نظر ابتلا به حملهٔ عصبی، همگامی (concordance) بیشتری دارند. تا به امروز هیچ داده‌ای حاکی از ارتباط میان یک ناحیهٔ کروموزومی خاص یا شکل خاصی از انتقال وراثتی با این اختلال در دست نیست.

### عوامل روانی-اجتماعی
نظریات روانکاوی برای توضیح نحوهٔ پیدایش حملهٔ عصبی ارایه شده‌اند. در نظریه‌های روانکاوانه، حملهٔ عصبی را نتیجهٔ دفاعی ناموفق در برابر تکانه‌های اضطراب‌انگیز می‌دانند. به نظر روانکاوان، آنچه درگذشتهٔ یک فرد، اضطراب هشداردهندهٔ خفیفی بود، کم‌کم به احساس فلج‌کنندهٔ تشویش بدل می‌شود و سپس علایم جسمی کار را یکسره می‌کنند.
توصیف بسیاری از بیماران در مورد حمله‌های عصبی به گونه‌ای است که گویی از آسمان بر آن‌ها نازل می‌شود و هیچ عامل روانی‌ای دخیل نیست. حال آنکه اکثر اوقات با آشکارسازی روان‌پویشی معلوم می‌شود که عامل روانی برانگیزاننده‌ای برای حملهٔ عصبی وجود داشته است.
میزان بروز وقایع پرفشار زندگی به‌ویژه حس «از دست دادن» در ماه‌های پیش از شروع حملهٔ عصبی در بیماران دچار این اختلال بیشتر است.
همچنین این فرضیه که وقایع پرفشار روانی در بیماران دچار حملهٔ عصبی، تغییراتی از نظر نوروفیزیولوژی ایجاد می‌کند، در مطالعه بر روی دوقلوهای دختر تأیید شده است. در این مطالعه، ۱۰۱۸ دوقلوی دختر وجود داشتند که برخی را از پدر و برخی دیگر را از مادر جدا شده بودند. نتیجه این بود که جدا شدن کودک از مادر در اوایل زندگی، به وضوح بیشتر از جداش شدن از پدر، باعث بروز حملهٔ عصبی می‌شود.
همچنین عامل دیگر در بروز حملهٔ عصبی در خانم‌های بزرگسال، سوءرفتار جسمی و جنسی در دوران کودکی است. نزدیک به ۶۰ درصد از زنان مبتلا به حملهٔ عصبی، سابقهٔ آزار جنسی در دوران کودکی دارند؛ این درحالی است که زنان مبتلا به سایر اختلالات اضطرابی، در حدود ۳۱ درصدشان در کودکی مورد سواستفادهٔ جسمی و جنسی قرار گرفته‌اند.
یکی دیگر از دلیل‌هایی که محققان برای اثبات تأثیر عوامل روانی-اجتماعی بر بروز حملهٔ عصبی دارند این است که درصد بالایی از بیماران دچار حملهٔ عصبی، پس از درمان‌های شناختی-رفتاری به‌طور موفقی بهبود می‌یابند.
پژوهش‌های انجام شده حاکی از آن است که علت حمله‌های عصبی احتمالاً به ناخودآگاه وقایع پرفشار مرتبط است و پیدایش (پاتوژنز) حمله‌های عصبی ممکن است به عوامل نوروفیزیولوژیکی مربوط باشد که بر اثر واکنش‌های روانی برانگیخته می‌شود. بالینگرانِ روان‌پویشی همیشه در هنگام بررسی تشخیصی بیمار دچار حملهٔ عصبی باید در مورد برانگیزاننده‌های احتمالی حمله‌های عصبی نیز تحقیق کاملی انجام دهند. پویایی‌های روانی حمله‌های عصبی به‌طور خلاصه در زیر آمده است. موارد زیر، سبب‌شناسی حملهٔ عصبی براساس مضامین روان‌پویشی است:
1. دشوار بودن تحمل خشم
2. جدایی فیزیکی یا هیجانی از یک فرد مهم (هم در دوران کودکی و هم در بزرگ‌سالی)
3. در موقعیت‌های افزایش مسئولیت کاری ممکن است تحریک و برانگیخته شود.
4. درک و شناخت از والدین به گونه‌ای که آن‌ها سلطه‌گر، وحشتناک، عیب‌جو و متوقع دیده شوند.
5. نمود درونی روابط شامل سوء رفتار جسمی و جنسی باشد.
6. احساس مزمن در دام‌افتادگی
7. چرخهٔ معیوب خشم نسبت به رفتار طردکنندهٔ والدین و سپس اضطراب از این که خیال‌پردازی مذکور سبب تخریب رابطه وابستگی به والدین خواهد شد.
8. شکست عملکرد اضطراب هشداردهنده در ایگو (خود) که با چندپارگی خود و سرگشتگی نسبت به حد و مرز میان خود و دیگران رابطه دارد.
9. مکانیسم‌های دفاعی نوعی همانند: واکنش وارونه، ابطال، جسمانی‌سازی و برون‌سازی.

## تشخیص

### تشخیص بالینی
حملهٔ عصبی عبارت است از دورهٔ ناگهانی ترس یا وحشت شدید که چند دقیقه تا چند ساعت طول می‌کشد. حملهٔ عصبی در سایر اختلالات روانی نیز می‌تواند به وقوع پیوندد؛ به‌ویژه در هراس‌های ویژه (اختصاصی)، جمعیت‌هراسی، اختلال اضطراب پس از سانحه. حملهٔ عصبی در هر زمانی می‌تواند اتفاق بیافتد و به‌هیچ محرک موقعیتی قابل شناسایی‌ای ربط ندارد. در عین حال لزومی ندارد که حملهٔ عصبی حتماً غیرمنتظره باشد. حمله‌های عصبی در بیماران دچار اختلال جمعیت‌هراسی و هراس‌های ویژه (اختصاصی) معمولاً منتظره است یا سرنخشان محرکی شناخته‌شده یا معین است. برخی حمله‌ها نیز به آسانی در یکی از دو دسته‌بندی منتظره یا غیرمنتظره نمی‌گنجد. به این حمله‌ها، حملهٔ عصبی با زمینهٔ موقعیتی می‌گویند. حملهٔ عصبی با زمینهٔ موقعیتی در صورت مواجههٔ بیمار با عامل برانگیزانند الزاماً رخ نمی‌دهد و اگر هم پیدا شود، معلوم نیست که حملهٔ عصبی بلافاصله پس از مواجهه خواهد بود یا پس از تأخیری قابل توجه.
نخستین حملهٔ عصبی اغلب کاملاً خودبه‌خود است؛ اما گاهی نیز حمله‌های عصبی در پی برآشفتگی، فعالیت بدنی، فعالیت جنسی یا آسیب هیجانی متوسط ممکن است روی دهند. بالینگر باید سعی کند هرگونه عادت یا موقعیتی را که اغلب بر حمله‌های عصبی بیمار مقدم است، پیدا کند. اعمالی از قبیل مصرف کافئین، الکل، نیکوتین یا مواد مخدر دیگر. همچنین بالینگر باید تغییر الگوهای خواب یا تغذیه یا برخی وضعیت‌های خاص محیطی همانند استفاده از نور تند در حین کار را مد نظر قرار دهد.
حملهٔ عصبی اغلب اوقات پس از شروع، در عرض ده دقیقه به سرعت تشدید می‌شود. علایم روانی عمده‌اش عبارت است از ترس بسیار زیاد و احساس قریب‌الوقوع بودن مرگ و نابودی. این احساس مرگ و ترس به حدی زیاد است که بیمار میل به خودکشی پیدا می‌کند تا دیگر آن حس قریب‌الوقوع مرگ و ترس را تجربه نکند. بیمار اکثراً نمی‌تواند علت ترس خود را بیان کند. ممکن است دچار سردرگمی شود و در تمرکز اشکال پیدا کند. نشانه‌های جسمی حملهٔ عصبی اغلب عبارت است از افزایش ضربان قلب، احساس تپش قلب، تنگی نفس، عرق‌کردن. بیمار در حین رخ دادم حملهٔ عصبی اغلب می‌کوشد که در هر جایی که هست، آنجا را ترک کند تا از کسی کمک بگیرد. حمله عموماً از چند دقیقه تا ۳۰ دقیقه و ندرتاً بیش از یک ساعت طول می‌کشد.
اگر در حین وقوع حمله بیمار معاینه شود، نشخوار ذهنی، اشکال در صحبت کردن (همانند مِنُمِن کردن) و مختل شدن حافظه دیده می‌شود. بیمار ممکن است در حین حمله، دچار افسردگی یا گسست از خوشتن شود. علایم حملهٔ عصبی ممکن است به سرعت یا به تدریج برطرف شود. بیمار در فاصلهٔ حملات ممکن است از اینکه مبادا حملهٔ دیگری به سراغش بیاید، دچار اضطراب انتظار شود. تفاوت قائل شدن بین اضطراب انتظار و اختلال اضطراب منتشر (فراگیر)، ممکن است دشوار باشد، ولی بیماران دچار حملهٔ عصبی که اضطراب انتظار پیدا می‌کنند، می‌توانند علت اضطراب خود را بیان کنند.
نگرانی جسمی از مرگ به دلیل مشکل قلبی یا تنفسی ممکن است به کانون اصلی توجه بیمار تبدیل شود. بیمار فکر می‌کند که تپش قلب و درد قفسهٔ سینه‌اش نشان‌دهندهٔ آن است که دارد می‌میرد. در حدود ۲۰ درصد از بیماران حملهٔ عصبی، دچار حمله‌های غش (سنکوپ) نیز می‌شوند. برخی از بیماران جوان با وقوع حملهٔ عصبی، سریعاً به بخش اورژانس بیمارستان‌ها مراجعه می‌کند و با این که از نظر جسمی سالم هستند، اصرار می‌کنند که دچار حملهٔ قلبی شده‌اند و دارند می‌میرند. در این موارد به پزشک پیشنهاد می‌شود که به جای آنکه فوراً تشخیص خودبیمارانگاری را مطرح کند، به حملهٔ عصبی فکر کند. تحقیقات نشان می‌دهد که نفس‌نفس زدن بیمار می‌تواند علایم آلکالوز تنفسی را ایجاد کند. (برای از بین بردن علایم آلکالوز، نفس کشیدن در داخل کیسهٔ کاغذی مفید است، زیرا شدت آلکالوز را کم می‌کند)

#### نشانه‌های جسمی و روانی حمله
براساس نسخهٔ پنجم راهنمای تشخیصی و آماری اختلال‌های روانی که در سال ۲۰۱۳ تحت عنوان دی‌اس‌ام-۵ منتشر شد، ملاک‌های تشخیصی حملهٔ عصبی عبارت است از: بروز شدید و ناگهانی ترس و احساس ناراحتی فوق‌العاده که در عرض چند دقیقه به اوج می‌رسد و فرد باید حداقل در طول این مدت، چهار مورد (یا بیشتر) از علایم زیر را داشته باشد. همچین ذکر این نکته را باید در نظر گرفت که حملهٔ عصبی هم در حالت آرامش و استراحت و هم در حالت اضطراب رخ می‌دهد.
- تپش قلب، کوبش قلب با افزایش ضربان آن
- عرق‌کردن
- لرزش بدن یا احساس تکان خوردن
- احساس تنگی نفس و نرسیدن هوا
- احساس خفگی
- درد یا ناراحتی قفسهٔ سینه
- تهوع یا ناراحتی شکمی
- احساس سرگیجه، بی‌ثباتی، منگی یا غش
- احساس گرما یا لرز (گُرگرفتگی یا سرما)
- احساس خواب‌رفتگی عضلات
- گسست از واقعیت (احساس غیرواقعی بودن) یا گسست از خویشتن (احساس جدا شدن از خود)
- ترس از دست دادن کنترل یا دیوانه شدن
- ترس از مرگ

همچنین علایم مختصری مانند وزوز گوش، درد گردن، سردرد، گریه و فریاد غیرقابل کنترل نیز در برخی موارد دیده شده است اما نباید این علایم را جزء یکی از ۴ موارد اصلی آورد. همچنین مدت زمان اوج این موارد حدوداً ۱۰ دقیقه است و بعد از ۳۰ دقیقه به کلی ناپدید می‌شوند اما چیزی که بعد از حمله باعث نگرانی و اذیت فرد مبتلا می‌شود ترس اتفاق مجدد آن است.
یکی از مباحث عمده‌ای که در تدوین ملاک‌های تشخیصی برای حملهٔ عصبی وجود دارد، تعیین حداقل تعداد یا طول دورهٔ وقوع مجدد حملهٔ عصبی است. پژوهشگران معتقدند که اگر آستانهٔ وقوع نشانه‌های حملهٔ عصبی را خیلی پایین یا کم در نظر بگیریم، برای بیمارانی که تنها چند حمله داشته‌اند و وضع زندگی‌شان به هیچ‌وجه مختل نشده است، باید تشخیص حملهٔ عصبی را مطرح کرد؛ و در مقابل اگر آستانهٔ نشانه‌ها را بالا یا خیلی زیاد در نظر بگیریم، به‌ناچار با وضعی روبه‌رو می‌شویم که در آن، بیمارانی که حملات عصبی زندگی‌شان را مختل کرده است، واجد ملاک‌های تشخیصی حملهٔ عصبی قرار نمی‌گیرند.

## تشخیص افتراقی
تشخیص افتراقی در مورد بیمار مبتلا به حملهٔ عصبی شامل تعداد زیادی اختلالات طبی و نیز روانی می‌شود. به این منظور، بالینگر باید تک‌تک بیماری‌های طبی و روانی با علایم مشابه به حملهٔ عصبی را در بیمار بررسی کند و پس از رد کردن تمام بیماری‌های دیگر، تشخیص اختلال حملهٔ عصبی بدهد.

### تشخیص افتراقی طبی
اختلال حملهٔ عصبی (چه همراه با بازارهراسی چه بدون آن) باید از تعدادی از بیماری‌های طبی که علایم مشابه ایجاد می‌کنند، تفکیک شوند. گاهی حملات عصبی با انواعی از اختلالات غدد درون‌ریز از جمله پرکاری و کم‌کاری تیروئید، پرکاری پاراتیروئید و فئوکروموسیتوم دیده می‌شود.
هیپوگلیسمی دوره‌ای ناشی از انسولینوما و نیز فرآیندهای مرضی عصبی اولیه نظیر اختلالات تشنجی، کژکاری دهلیزی، نئوپلاسم‌ها (تومورها) و داروهای تجویزی (تقلبی و قاچاق) مؤثر بر دستگاه عصبی مرکزی می‌توانند حالات شبه عصبی ایجاد کنند. اختلالات دستگاه قلبی-ریوی، از جمله آریتمی قلب، انسداد مزمن ریه و آسم می‌توانند علایم خودکار و همراه با آن اضطراب فزاینده‌ای ایجاد کنند که افتراق (تفاوت قائل شدن) آن از اختلال حملهٔ عصبی دشوار باشد.

### تشخیص افتراقی روانی
اختلال حملهٔ عصبی همچنین باید از شماری از اختلالات روان‌پزشکی دیگر، به خصوص سایر اختلالات اضطرابی افتراق (تمایز) داده شود؛ زیرا حملات عصبی در بسیاری از اختلالات اضطرابی از جمله اختلال اضطراب اجتماعی (جمعیت‌هراسی)، هراس‌های ویژه (اختصاصی)، اختلال اضطراب پس از سانحه و اختلال وسواس فکری-عملی (وسواسی-جبری) دیده می‌شود. نکتهٔ کلیدی در تشخیص صحیح اختلال حملهٔ عصبی و افتراق آن از سایر اختلالات اضطرابی، اثبات وجود حملات عصبی عودکنندهٔ خودبه‌خودی در مقاطعی از بیماری است. هرچند که افتراق حملهٔ عصبی از اختلال اضطراب منتشر (فراگیر) نیز ممکن است مشکل باشد. اما مشخصهٔ اصلی حملهٔ عصبی که آن را از اختلال اضطراب منتشر جدا می‌کند، شروع سریع (ظرف چند دقیقه) و مدت کوتاه آن (معمولا کمتر از ۱۰ تا ۱۵ دقیقه) است. در صورتی که در اختلال اضطراب منتشر (فراگیر)، علایم بسیار آهسته‌تر ظاهر و رفع می‌شوند. اما با این حال، این تمایز و افتراق گاهی ممکن است بسیار دشوار باشد؛ زیرا اضطراب ناشی از حملات عصبی ممکن است منتشرتر باشد و رفع آن کندتر صورت بگیرد.
همچنین از آنجایی که مقولهٔ اضطراب در بسیاری از اختلالات روان‌پزشکی یک عنصر ثابت است، تمایز دادن بین اختلال عصبی و تعداد بسیار زیادی از اختلالات دیگر نیز ممکن است دشوار باشد؛ همانند روان‌پریشی و اختلالات عاطفی.
برای مثال برخی از بیماران که در موقعیت معینی (مثلا در آسانسور) دچار حملهٔ عصبی شده‌اند، ممکن است دیگر تا مدت‌ها از آن موقعیت معین اجتناب کنند؛ خواه باز هم حملهٔ عصبی به سراغشان آمده باشد، خواه نه. این‌گونه بیماران واجد ملاک‌های تشخیصی یکی از هراس‌های ویژه (اختصاصی) هستند و بالینگر باید از قوهٔ تمیز خود سود بجوید تا بفهمد که تشخیص بجا و درست کدام است. مثال دیگر این است که در زمان آمده شدن یک شخص برای سخنرانی در جمعیت، حملهٔ عصبی به او دست بدهد و آن فرد دیگر از صحبت در مجامع عمومی بترسد. در اینجا اگر چه نمای بالینی بیمار، تقریباً نشان دهندهٔ اختلال اضطراب اجتماعی (جمعیت‌هراسی) است؛ اما باید در نظر داشت که ترس از صحبت در بین جمعیت، به خاطر این بوده که قبلش حملهٔ عصبی رخ داده است و بیمار از نفس صحبت کردن در جمع نمی‌ترسد؛ بلکه از ترس وقوع دوبارهٔ حملهٔ عصبی، در جمع صحبت نمی‌کند؛ بنابراین در اینجا تشخیص اختلال اضطراب اجتماعی (جمعیت‌هراسی) رد می‌شود.

## خودکشی
برخی مطالعات نشان داده است که خطر مادام‌العمر خودکشی در بیماران دچار حملهٔ عصبی، بیشتر از کسانی است که هیچ‌گونه اختلال روانی ندارند. بالینگر بیمار باید مراقب خطر خودکشی در بیماران مبتلا به حملهٔ عصبی باشند.
در این خصوص، خانوادهٔ بیمار نیز در شرایط حملات و همچنین دورهٔ نقاهت پس از حملات در کنار بیمار بمانند و او را در مسیر بهبودی یاری دهند.

## درمان
اکثر بیماران اگر درمان شوند، بهبودِ نمایانی در علایم اختلال عصبی و بازارهراسی خود پیدا می‌کنند. دو درمانی که بیشترین تأثیر را دارد، درمان دارویی و درمان شناختی-رفتاری است. با گروه‌درمانی و خانواده‌درمانی نیز می‌شود به بیمار و خانواده‌اش کمک کرد که خود را با واقعیت وجود این اختلال در بیمار و مشکلات روانی-اجتماعی ناشی از آن سازگار سازند.
پرهیز از مواد غذایی که موجب تحریک و افزایش اضطراب بیمار می‌شود نیز به کاهش حملات کمک می‌کند؛ نوشیدن چای و قهوه بهتر است محدود شود. استفاده و مصرف بیش از حد شیرینی و شکر و غذاهایی نظیر فست فودها در این بیماران توصیه نمی‌گردد. مصرف بعضی از مواد غذایی نظیر لبنیات و میوه‌هایی نظیر موز و ماهی که سرشار از امگا ۳ است و مکمل ب کمپلکس می‌تواند در روند کاهش حملات و بهبودی بیمار کمک کند.

### دارو درمانی
آلپرازولام و پاروکستین دو داروی مصوب «سازمان غذا و داروی ایالات متحده» برای درمان اختلال عصبی است. تجربه، در مجموع برتری دسته-داروهای بازدارنده بازجذب سروتونین و کلومیپرامین را بر بنزودیازپین‌ها، بازدارنده‌های منوآمین اکسیداز و ضدافسردگی‌های سه‌حلقه‌ای و چهار حلقه‌ای از جهت تأثیر و قابلیت تحمل عوارض نشان می‌دهد. برخی از گزارش‌ها حاکی از نقش داروی ونلافاکسین (از دستهٔ بازدارنده بازجذب سروتونین) و بوسپیرون به عنوان درمان کمکی در برخی موارد هستند. مصرف ونلافاکسین برای درمان اختلال اضطراب منتشر (فراگیر) توسط سازمان غذا و داروی ایالات متحده تأیید شده است و ممکن است برای اختلال عصبی همراه با افسردگی نیز مفید باشد.
رویکرد محافظه‌کارانه آن است که اگر فقط اختلال عصبی در کار است با داروهای پاروکستین یا سرترالین یا سیتالوپرام یا فلووکسامین درمان را شروع کنند. اما اگر هدف، کاهش علایم شدید بیمار در کوتاه مدت باشد، در آغاز باید یک دورهٔ کوتاه آلپرازولام همزمان با دسته‌داروهای بازدارنده بازجذب سروتونین داده شود و بعد بنزودیازپین‌ها به تدریج قطع شود.
برای حملهٔ عصبی همزمان با افسردگی، فلوکستین در درازمدت داروی مؤثری است، اما به دلیل خواص تحریک‌کنندهٔ اولیه‌اش که شبیه علایم عصبی است، ممکن است تا چند هفته توسط بیمار به سختی تحمل شود. کلونازپام را می‌توان برای بیمارانی تجویز کرد که قبل از بروز وضعیت‌های بروز حملهٔ عصبی، انتظار آن را می‌کشند.
در دارودرمانی اگر بیمار به دسته‌ای از داروها پاسخ نداد، باید دستهٔ دیگری را امتحان کرد. همچنین پزشک بیمار باید بیمار را هم از نظر وجود بیماری‌های همزمان مانند افسردگی، اعتیاد به الکل و سایر مواد مخدر، مجدداً ارزیابی کند.

### درمان‌های شناختی-رفتاری
درمان‌های شناختی-رفتاری، درمان‌ها مؤثری برای اختلال عصبی هستند. از چندین گزارش این نتیجه بر می‌آید که درمان‌های شناختی-رفتاری بر دارودرمانیِ صرف ارجحیت دارند. گزارش‌های دیگری نیز وجود دارد که عکس این نتیجه را به‌دست می‌دهد. در چندین مطالعه و گزارش معلوم شده که ترکیب درمان‌های شناختی-رفتاری با دارودرمانی، موثرتر از هر یک از این رویکردها به تنهایی است. در چندین مطالعه با پیشگری درازمدت بیماران درمان شده با شناخت درمانی یا رفتاردرمانی، معلوم شد که این دو درمان فروکش درازمدتی در علایم ایجاد می‌کنند.
دو کانون عمده در شناخت‌درمانی اختلال عصبی عبارت است از:
1. نشان دادن اعتقادات غلط بیمار به وی
2. دادن اطلاعات صحیح در مورد حمله‌های عصبی

مطلع ساختن بیمار از اعتقادات غلطش، با تکیه و تمرکز بر تمایلی انجام می‌شود که بیمار برای تفسیر غلط حواس خفیف جسمیش دارد؛ به گونه‌ای که آن‌ها را دال بر قریب‌الوقوع بودن حملهٔ عصبی، نابودی و مرگ خود می‌پندارد. دادن اطلاعات صحیح دربارهٔ حمله‌های عصبی نیز عبارت است از توضیح این نکته که حملهٔ عصبی، اگر هم روی دهد، مدت محدودی دارد و مرگ‌آور و خطرناک نیست.

## توضیحات
1. ↑  بازارهراسی یا برزن‌هراسی (آگورافوبیا) عبارت است از: ترس یا اضطراب از مکان‌هایی که خروج از آن‌ها ممکن است دشوار باشد.